# Carcharhinus brachyurus
Lo squalo bronzeo (Regolamento (CE) N. 1638/2001 della Commissione del 24 luglio 2001 - 17.8.2001 G.U. delle Comunità Europee L 222/29) (Carcharhinus brachyurus Günther, 1870) è uno squalo di grandi dimensioni appartenente al genere Carcharhinus ed alla famiglia Carcharhinidae, unico membro del genere che si trova principalmente a latitudini temperate.
La distribuzione della specie è costituita da popolazioni isolate nell'Oceano Atlantico nordorientale e sudoccidentale, nelle acque sudafricane, nell'Oceano Pacifico nordoccidentale ed orientale, nei pressi di Australia e Nuova Zelanda, con qualche avvistamento nelle regioni equatoriali. La specie abita fiumi salmastri, baie poco profonde e porti, ma anche acque fino a 100 metri di profondità ed al largo. Le femmine vivono separate dai maschi per la maggior parte dell'anno, e conducono migrazioni stagionali.
Si tratta di un grande animale, che raggiunge i 3.3 metri di lunghezza, ed è difficile da distinguere dagli altri Carcharhini. La caratteristica distintiva sono i denti superiori, uncinati e sottili, l'assenza di cresta interdorsale, il colorito bronzeo uniforme.
Questo squalo è un rapido predatore, che si nutre principalmente di cefalopodi, pesci ossei, altri pesci cartilaginei, riunendosi spesso in grandi gruppi per sfruttare il numero come vantaggio. In Sudafrica, la specie si associa per inseguire la migrazione della sardine, che coinvolge milioni di Sardinops sagax. Come gli altri Carcharhini, la specie è vivipara, cioè l'embrione in via di sviluppo viene nutrito attraverso una connessione placentale derivata dal sacco vitellino. La femmina mette al mondo da 7 a 24 squaletti per volta ogni due anni in aree nido presso le coste, dopo una gestazione la cui durata è incerta (da 12 a 21 mesi). I piccoli crescono molto lentamente, e la maturità sessuale non viene raggiunta che a 13-19 anni o 19-20 anni per maschi e femmine rispettivamente.
Benché non sia segnalata come particolarmente pericolosa per l'uomo, questa specie si è resa protagonista di alcuni attacchi non fatali, perlopiù ai danni di pescatori con fiocina e bagnanti. L'animale ha un certo valore per la pesca commerciale e sportiva in tutto l'areale, e viene utilizzato per l'alimentazione umana. Il lento tasso riproduttivo e la lenta crescita rende questi animali molto suscettibili agli agenti esterni, e si crede che i numeri della specie siano in declino in alcune zone. Di conseguenza l'International Union for Conservation of Nature (IUCN) ha definito la specie come vulnerabile.

## Tassonomia
Visto l'areale a chiazze, la specie è stata descritta diverse volte da scienziati locali. La più antica descrizione valida è quella dello zoologo tedesco Albert Günther, che lo chiamò Carcharias brachyurus, nel 1870, all'interno dell'ottavo volume del suo Catalogue of the fishes in the British Museum.
Si riteneva in precedenza, che la prima nomenclatura fosse stata quella di Carcharias remotus, proposta da Auguste Duméril nel 1865. Si è poi scoperto che il tipo nomenclaturale associato a quella descrizione era un Carcharhinus acronotus. Questa è la ragione per la quale la specie in questione veniva spesso indicata col nome Carcharias remotus nella letteratura più antica. Un nome ancora più datato è Galeolamna greyi, coniato da Richard Owen nel 1853, ma questo studio tassonomico era basato su un set di mascelle, ora distrutte, che non sono attribuibili con certezza assoluta allo squalo bronzo.
Furono autori più moderni a cambiare il genere in Carcharhinus.
L'epiteto specifico brachyurus deriva dal greco brachys (corta) ed oura (coda). Nella lingua inglese, è comune il soprannome whaler shark, nato nel XIX secolo per il fatto che grossi gruppi di questi squali circondavano la baleniere che trascinavano carcasse di balena nel Pacifico.
Günther fece inizialmente riferimento a quattro diversi sinotipi: uno imbalsamato proveniente dall'Antartide ed un altro dalla Nuova Zelanda, che sono andati perduti, e due feti australiani che sono stati poi scoperti appartenere alla specie Carcharhinus leucas. Per assicurare stabilità tassonomica, Jack Garrick ha scelto una femmina di 2.4 metri catturata al largo di Whanganui, Nuova Zelanda, come nuovo tipo nomenclaturale.

## Evoluzione
I primi sforzi per determinare la storia evolutiva della specie sono stati basati sulla morfologia ed hanno portato a risultati inconcludenti: nel 1982 Jack Garrick ha inserito la specie nel genere Carcharhinus, mentre nel 1988 Leonard Compagno l'ha collocata in un gruppo transitorio informale assieme a Carcharhinus acronotus, Carcharhinus melanopterus, Carcharhinus cautus, Carcharhinus falciformis e Carcharhinus signatus
. Gavin Naylor nel 1992 ha condotto uno studio basato su allozimi che ha provato come il parente più stretto della specie sia il Carcharhinus brevipinna, ma non poté risolvere i misteri sui collegamenti agli altri membri del genere. Denti fossilizzati sono stati ritrovati nel fiume Pungo in Carolina del Nord. I resti sono risalenti al Miocene (23–5.3 milioni di anni fa). Altri resti, risalenti al Pliocene (5.3–2.6 milioni di anni fa) sono stati scoperti in Toscana ed altri ancora, del Tardo Pleistocene (126000–12000 anni fa), a Costa Mesa in California.

## Areale
La specie ha un areale piuttosto vasto, ma disgiunto, e le popolazioni regionali si incontrano raramente. Nell'Atlantico, la specie si trova nel Mar Maditerraneo sino al Marocco ed alle Canarie, presso la costa atlantica della Francia, al largo dell'Argentina e del Brasile, del Sudafrica (dove potrebbero esserci due popolazioni separate), della Namibia. Vi sono segnalazioni poco frequenti dalla Mauritania, dal Golfo di Guinea, dal Golfo del Messico. Nella zona Indo-Pacifica, la si trova dal Mar Cinese Orientale sino al Giappone (esclusa Hokkaidō) ed alla Russia meridionale, presso l'Australia meridionale (principalmente nelle zone di Sydney e Perth, ma occasionalmente più a nord) e intorno alle isole neozelandesi, ma non a nord fino alle Isole Kermadec. Vi sono segnalazioni confermate dalle Seychelles e dal Golfo di Thailandia. Nel Pacifico orientale, si trovano dal Cile settentrionale al Perù e dal Messico fino al promontorio di Point Conception in California, nonché nel Golfo di California. Sono più comuni in Argentina, Sudafrica, Australia, Nuova Zelanda, e rari altrove. In molte zone gli avvistamenti sono confusi per via della somiglianza ad altre specie.

## Habitat
Si tratta di uno squalo costiero, che vive sui margini continentali nella maggior parte dei mari tropicali e temperati caldi. Comunemente entra anche in zone poco profonde come baie, banchi di sabbia, porti e zone di attracco, nonché zone rocciose ed isole al largo. Occasionalmente si trovano anche su fondali più profondi, fino all'incirca a profondità di 100 metri.
Unica nel genere, questa specie si trova più abbondantemente in acque temperate piuttosto che in quelle tropicali, a temperature maggiori di 12 °C. La specie tollera salinità diverse, ed è stata osservata in prossimità di estuari e delle foci di grandi fiumi. I giovani abitano acque costiere sotto i 30 metri di profondità, mentre gli adulti tendono ad allontanarsi di più, per riunirsi regolarmente in grandi gruppi sotto costa solo in primavera ed estate.
In entrambi gli emisferi questi squali praticano migrazioni stagionali, per rispondere ai cambi di temperatura, a necessità riproduttive, alla disponibilità di cibo. Sesso ed età influenzano le traiettorie di migrazione. In genere femmine adulte e giovani trascorrono l'inverno nelle zone subtropicali e si spostano a latitudini maggiori in primavera. Le femmine inoltre approcciano la costa per mettere al mondo i piccoli. i maschi adulti rimangono nelle zone subtropicali per praticamente l'intero anno, tranne in tardo inverno o primavera, quando si spostano a latitudini maggiori per intercettare le femmine dopo il parto e procedere all'accoppiamento. Alcuni individui sono stati osservati durante migrazioni di 1320 km. Questi squali sono filopatrici, cioè ritornano alle stesse zone ogni anno

## Aspetto

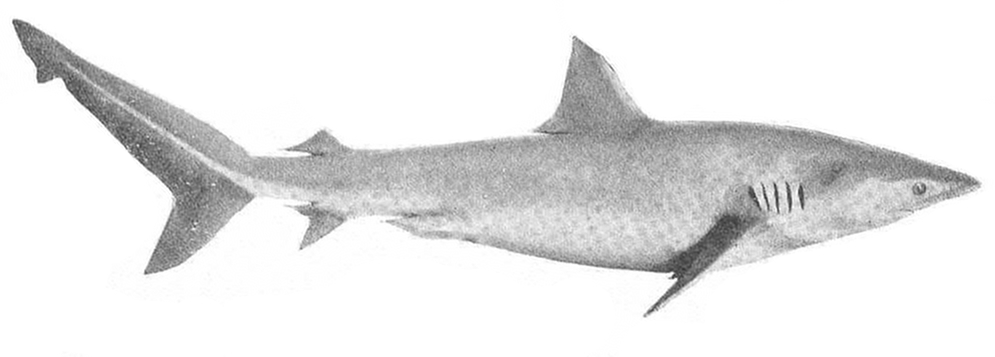
Può essere difficile distinguere questo squalo da altri dello stesso genere.

La massima massa corporea registrata è di 304.6 kg, la lunghezza massima è 325 cm e l'età massima mai registrata 30 anni.
La specie è di grandi dimensioni, dalla forma appuntita e snella, con un muso piuttosto grande ed è priva di cresta interdorsale. La forma del profilo è leggermente arcuata in prossimità della testa. Le narici sono coperte da membrane, ed i grandi occhi rotondi da membrane nittitanti.
La bocca ha piccoli solchi nascosti agli angoli e contiene da 29 a 35 denti superiori e da 29 a 33 denti inferiori, tutti dotati di cuspidi sottili e vicini l'uno all'altro. I denti superiori sono a forma di uncinoe diventano a mano a mano più inclinati spostandosi verso gli angoli, mentre gli inferiori sono diritti. Nel maschio adulto i denti superiori sono più lunghi, più sottili, più incurvati e più serrati che nella femmina e negli esemplari giovani.
Le cinque paia di fessure branchiali sono moderatamente lunghe.
Il colore è da grigio bronzeo a grigio olivastro sul dorso e bianco sul ventre. Il colore ha emana un luccicore metallico ed a volte presenta una sfumatura rosa che si scurisce verso le punte delle pinne ed i margini, ma non in modo cospicuo. Il colore diventa presto marrone grigiastro dopo la morte. Il bianco del ventre può estendersi sui fianchi.
Le pinne sono a tinta unita, eccezion fatta per le pelviche, che presentano punte scure e per le pettorali, che hanno, oltre alla punta, anche il bordo posteriore scuro.
Le pinne pettorali sono ampie, appuntite ed a forma di falce. La prima dorsale è alta, con apice appuntito e margine concavo. Questa pinna si innalza all'incirca nello stesso punto (in lunghezza) delle pettorali. La seconda dorsale è piccola e bassa, posizionata all'opposto della pinna anale. Non c'è di solito cresta interdorsale. La pinna caudale ha il lobo inferiore ben sviluppato ed una tacca ventrale molto profonda in corrispondenza della punta del lobo superiore.
Succede spesso che questo squalo sia confuso con altri grossi Carcharhinus, in particolare il Carcharhinus obscurus, ma può essere identificato per la mascella superiore, l'assenza di cresta interdorsale, l'assenza di ovvie macchie sulle pinne.

## Biologia
Veloce ed attivo, questo squalo si può incontrare da solo o in coppie, e saltuariamente in gruppi poco organizzati che contengono fino a qualche centinaio di individui. Alcune aggregazioni avvengono a scopo riproduttivo, altre in presenza di alte concentrazioni di cibo. Può accadere che questo squalo cada preda di altri più grandi. Parassiti conosciuti sono i cestodi Cathetocephalus australis, Dasyrhynchus pacificus e D. talismani, Floriceps minacanthus, Phoreiobothrium robertsoni, e Pseudogrillotia spratti, la sanguisuga Stibarobdella macrothela, ed infine il trematode Otodistomum veliporum.

### Comportamento
Si tratta di un animale migratore nella zona Nord del suo areale. Questo squalo è stato coinvolto in aggressioni a esseri umani. Può essere un pericolo per i pescatori con fiocina che hanno appena catturato qualche pesce ed anche per i surfisti in quanto le sue prede sono spesso catturate sull'onda.

### Dieta
Si nutrono principalmente di piccoli pesci ossei del fondale, di cefalopodi, piccoli squali e razze.

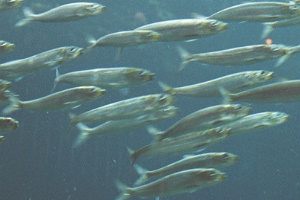
Al largo del Sudafrica, molte sardine finiscono preda di questi squali.

Questi squali si nutrono più di specie del fondale che di superficie. Si cibano di cefalopodi come calamari, in particolare del genere Loligo, seppie, piovre, nonché di pesci ossei, tra cui Triglidae, pesci piatti, merluzzi, pesci gatto, carangidi, salmoni australiani, Mugilidae, Sparidae, osmeridi, sardine, tonni, acciughe. Si possono nutrire anche di pesci cartilaginei, come piccoli squalus, pastinache, Rajidae, torpedini, pesci sega.
Cefalopodi e pesci cartilaginei svolgono un ruolo importante nella dieta degli esemplari di dimensioni superiori ai 2 metri, mentre gli esemplari più giovani consumano anche scifomeduse e crostacei, tra i quali i Thalassinidea (specialmente del genere Callianassa) ed i Penaeoidea.
Non attaccano mammiferi marini, ma sono stati osservati in rare occasioni mentre sciacallavano le carcasse di delfini caduti nelle reti dei pescatori.
Al largo del Sudafrica, la preda preferita di questi predatori è la sardina sudafricana (Sardinops sagax), che rappresenta dal 69 al 95 % della sua dieta. Ogni inverno in particolare, scuole di squali bronzo inseguono le sardine nella loro migrazione (nota in gergo come corsa delle sardine) dalla Provincia del Capo Orientale a KwaZulu-Natal. L'adunanza di tanti pesci indifesi e di piccole dimensioni attrae una moltitudine di predatori, tra i quali altre specie di squali, ma questa specie è la più rappresentata.
Gruppi molto numerosi di squali bronzo sono stati osservati cacciare insieme in una maniera che appariva cooperativa. Banchi di piccoli pesci sono spaventati e radunati in un volume di piccole dimensioni, attraverso il quale gli squali nuotano a turno con le fauci spalancate. Per cacciare tonni ed altre prede più grandi, gli squali adottano una formazione ad ala per radunarle, dopodiché ogni squalo punta un pesce in particolare ed attacca a turno. Nella False Bay in Sudafrica, hanno l'abitudine di inseguire i pescherecci per appropriarsi di qualche preda sfuggita alle reti.

### Riproduzione
Come per gli altri membri della famiglia, la tecnica di riproduzione è vivipara, cioè il sacco vitellino dell'embrione che va sviluppandosi, quando quest'ultimo è maturo si trasforma in una connessione placentale attraverso la quale la madre trasferisce il nutrimento. Le femmine adulte sono dotate di un solo ovario funzionale, sul lato destro, e di due uteri funzionali.
Prima dell'accoppiamento il maschio morde la femmina.
Nell'emisfero Sud, l'accoppiamento avviene tra ottobre e dicembre (primavera e inizio estate), quando entrambi i sessi hanno migrato verso il largo e verso latitudini più alte. Le nascite avvengono tra giugno e gennaio, con un picco ad ottobre e novembre.
Le femmine in genere sfruttano fondali poco profondi ed habitat costieri, caratterizzati da strisce di costa aperta o baie, per dare alla luce gli squaletti. Questi nidi procurano abbondanti fonti di cibo e protezione dalle aggressione da parte di altri adulti della specie. Aree nido note o sospettate sono al largo dell'Isola del Nord dal Waimea Inlet ad Hawke Bay in Nuova Zelanda, al largo di Albany (Australia), dentro il Golfo di St Vincent e nella Baia di Port Phillip in Australia, presso la Prefettura di Niigata in Giappone, nella Provincia del Capo Orientale in Sudafrica, a Rodi in Grecia, presso Nizza in Francia ed Al Hoceima in Marocco per quanto riguarda il Mediterraneo, al largo di Río de Oro nel Sahara Occidentale, di Rio de Janeiro in Brasile e Buenos Aires e Bahía Blanca in Argentina per quanto riguarda l'Atlantico sudoccidentale, presso Paita e Guanape Cove in Perù, nella Baia di Sebastián Vizcaíno e nella Baia di San Diego per quanto riguarda il Pacifico orientale.
La maggior parte delle fonti stima una gestazione di 12 mesi, anche se alcuni dati sembrano dimostrare una durata tra i 15 ed i 21 mesi della gravidanza.
Le femmine mettono al mondo degli squaletti ogni due anni, attraverso cucciolate che vanno da 7 a 24 esemplari (in media 15 o 16).
Al largo della California e della Penisola di Bassa California le cucciolate sono più ridotte in dimensione rispetto ad altre zone del globo.
I nuovi nati sono in genere lunghi da 55 a 67 cm.
Questa specie è tra i Carcharhini una di quelle che crescono più lentamente: in Sudafrica, la maturità sessuale è raggiunta dai maschi alla lunghezza di 2-2.4 metri ed all'età di 13-19 anni, dalle femmine alla lunghezza di 2.3-2.5 metri ed all'età di 19-20 anni.
In Australia la maturità nelle femmine è raggiunta alla lunghezza comparabile di 2.5 metri, mentre in Argentina questa lunghezza è minore, essendo all'incirca di 2.2 metri. La vita può durare sino ad almeno 30 anni nel maschio e 25 nella femmina

## Interazioni con l'uomo

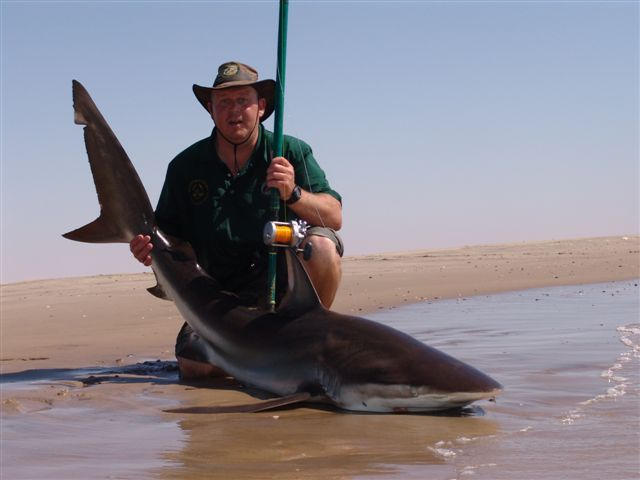
Questa specie cade spesso vittima di battute di pesca sportiva con lenza.

Anche se di grandi dimensioni e molto potente, questo squalo non è generalmente aggressivo nei confronti dell'uomo, tranne in presenza di cibo, e non è considerato particolarmente pericoloso. Comunque è noto per aver attaccato dei pescatori subacquei nel tentativo di sottrarre loro le prede, ed ha anche morso dei bagnanti in Australia, dove è abbondante. Fino a maggio 2009, l'International Shark Attack File ha registrato 33 attacchi da parte di questa specie, 17 dei quali non provocati e nessuno letale. Tuttavia, il 27 febbraio 2013 a Muriwai Beach in Nuova Zelanda si è verificato un attacco fatale ai danni di un nuotatore che ha visto coinvolti uno o più individui di Carcharhinus brachyurus insieme ad un esemplare di Carcharodon carcharias (grande squalo bianco). Come molti altri squali attivi e di grandi dimensioni, questa specie è poco adatta alla cattività. Tende a portarsi verso i bordi delle vasche, procurandosi abrasioni ed infezioni con conseguenze spesso letali.
Viene pescato per motivi commerciali in Nuova Zelanda, Australia, (benché sulle coste occidentali australiane la pesca più diffusa sia quella allo squalo bruno), in Sudafrica, Brasile, Uruguay, Argentina, Messico, Cina. Accade spesso che altre specie siano catturate accidentalmente durante la caccia a questo squalo in molte parti dell'areale. I metodi utilizzati per la pesca vanno dal tramaglio al palamito, e più raramente alla pesca al largo ed a strascico. La carne viene venduta per uso umano. Inoltre la pesca sportiva a questo squalo è piuttosto popolare in Nuova Zelanda, Australia, Sudafrica, Messico, Argentina e California, prevalentemente con canne, ma anche con reti ed arpioni. In Nuova Zelanda in particolare, è la specie di Carcharhinus catturata più spesso per motovi ludici e sostiene un'industria turistica nell'isola settentrionale di North Island, dove esemplari incinte o post parto sono catturate e poi liberate. Qualcosa di simile avviene in Namibia.

### Conservazione
L'International Union for Conservation of Nature (IUCN) ha classificato la specie come vulnerabile in tutto il mondo, sottolineando come il lungo periodo necessario prima della maturità ed il basso tasso di riproduzione la rendano molto suscettibile alla pesca. Regionalmente, la specie è classificata come a rischio minimo in Australia, Nuova Zelanda, Sudafrica, dove la pesca è normalmente ben organizzata. La popolazione locale in questi stati è confinata all'interno della loro Zona economica esclusiva. In Nuova Zelanda le catture sono calate regolarmente da un picco di 40 tonnellate nel periodo 1995/1996 a 20 tonnellate nel 2001/2002, anche se non è chiaro se ciò sia dovuto a diverse abitudini ittiche o ad un calo di questi pesci.
Nel Pacifico orientale, informazioni sulla pesca sono scarse, e la classificazione li ne tiene conto (Data deficient). Nel Golfo di California tuttavia, dove la pesca è intensiva, i numeri di squali e razze in generale sono in forte calo. In Asia orientale, la specie è considerata vulnerabile. Non ci sono dati sulla specie, ma tutti gli squali della regione sono stati decimati. A partire dagli anni '70, il numero di adulti non è stato infatti sufficiente a sostenere la pesca e molti giovani sono stati catturati. Minacce ulteriori sono rappresentate dal degrado dell'habitat e dalla sua distruzione, dal degrado delle aree nido, dall'inquinamento dell'acqua e dall'acquacoltura, dalle reti anti squalo usate sulle spiagge sudafricane ed australiane, dalle opere di difesa degli allevatori di pesci australiani